# Andrej Vlagyiszlavovics Szmirnov
Andrej Vlagyiszlavovics Szmirnov, oroszul: Андрей Владиславович Смирнов (Leningrád, 1957. április 11. – Szentpétervár, 2019. október 16.) olimpiai bronzérmes szovjet–orosz úszó.

## Pályafutása
A Lokomotív Leningrád versenyzője volt. Az 1976-os montréali olimpián 400 m vegyes úszásban bronzérmet szerzett. Az 1975-ös világbajnokságon Caliban ezüstérmes lett 400 m vegyesen, és bronzérmes lett 200 méteren. 1974-ben egy Európa-bajnoki bronz-, 1977-ben két ezüstérmet nyert.

## Sikerei, díjai
- Olimpiai játékok – 400 m vegyes
  - bronzérmes: 1976, Montréal
- Világbajnokság
  - ezüstérmes: 1975 (400 m vegyes)
  - bronzérmes: 1975 (200 m vegyes)
- Európa-bajnokság
  - ezüstérmes (2): 1977 (200 m és 400 vegyes)
  - bronzérmes: 1974 (400 m vegyes)